# 乌家镇
乌家镇，是中华人民共和国广西壮族自治区北海市合浦县下辖的一个乡镇级行政单位。

## 行政区划
乌家镇下辖以下地区：
乌家社区、乌家村、丹田村、瓦联村、大新村、西大村、岭顶村和国营钦廉林场生活区。